# Setagrotis cinereicollis
Setagrotis cinereicollis là một loài bướm đêm trong họ Noctuidae.